# Aspergillus niger
 
Аспергіл чорний (Aspergillus niger) — вид грибів роду аспергіл (Aspergillus). Сучасну біномінальну назву надано у 1867 році.

## Будова
Зустрічається у формі чорної цвілі. Колонії ростуть швидко за 37 0С, спочатку білі, потім жовтіють і на 2-3 добу формують повітряний міцелій чорного кольору. Реверс колоній світло-жовтий.
За мікроскопії: дворядні конідіальні ґоловки, спори закруглені у ланцюжках, 4-5 мкм у діаметрі.

## Поширення та середовище існування
Дуже поширений цвілевий гриб, який можна зустріти у ванних кімнатах та продуктах харчування.

## Практичне використання
Використовують у виробництві харчових додатків E330, E574, для виробництва сидру та очищення вина, є основним агентом ферментації чаю пуер.
2-6 % інвазивних аспергільозів викликані даним видом гриба.

## Галерея

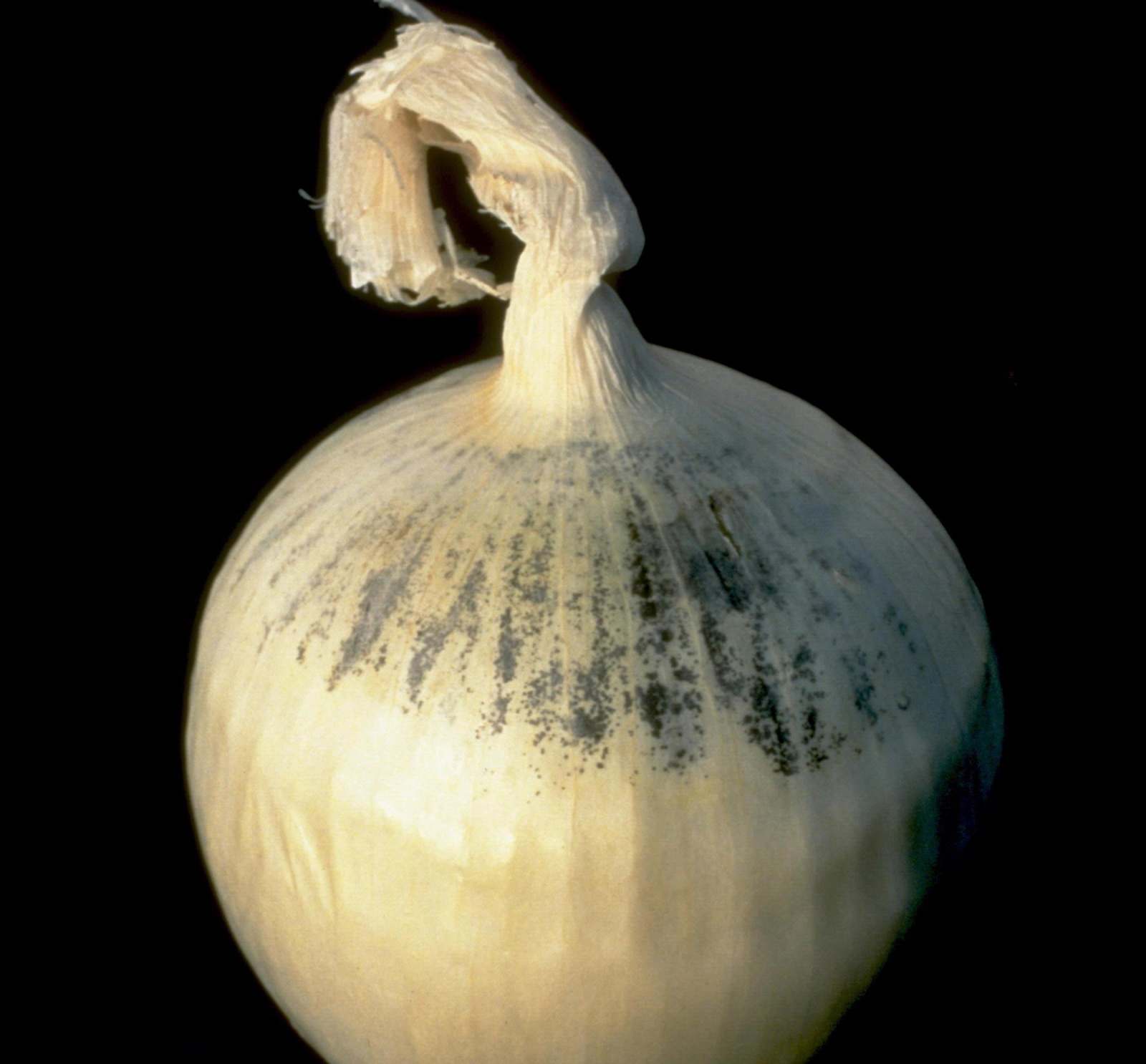
На цибулі
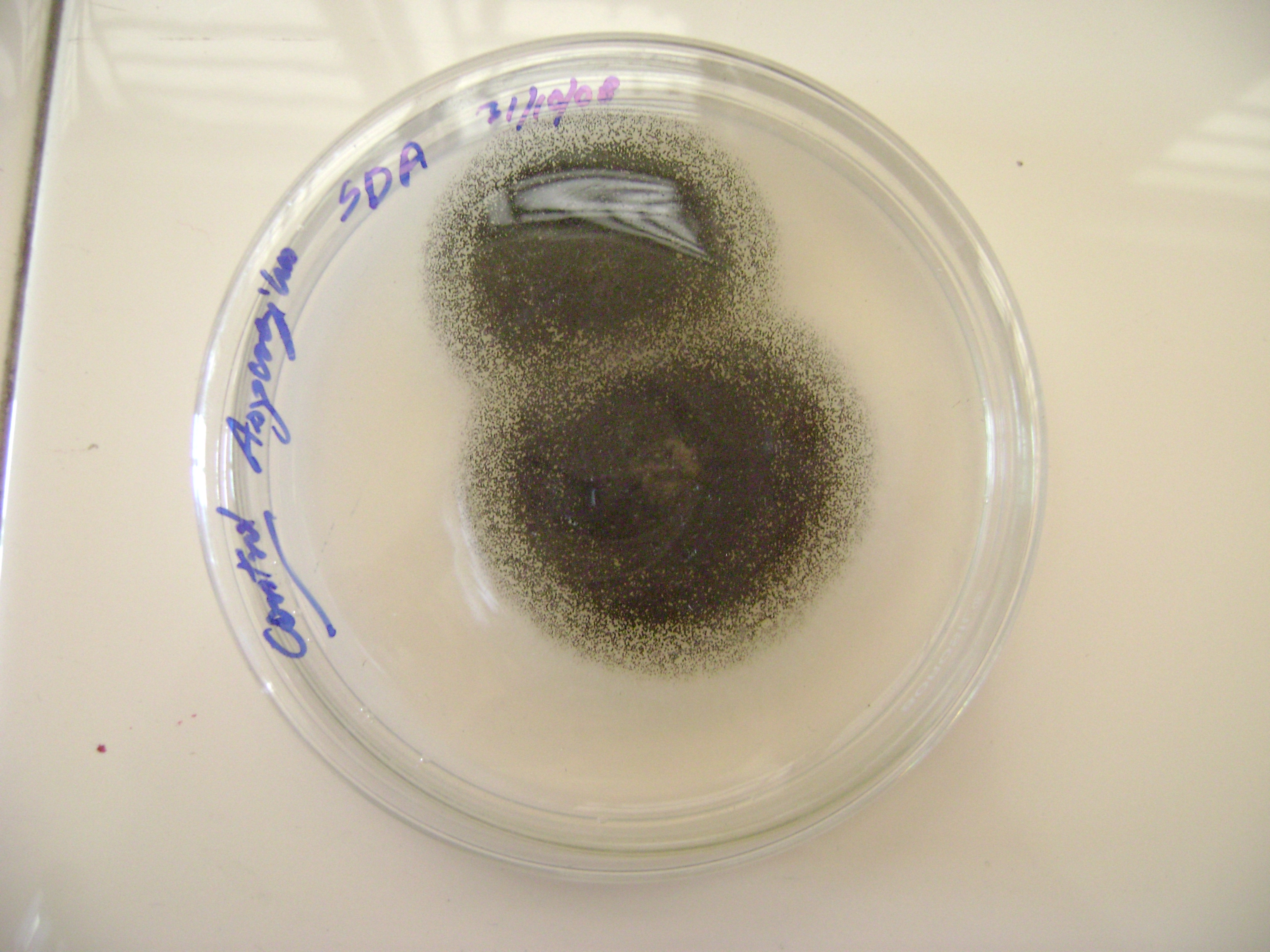
В лабораторії
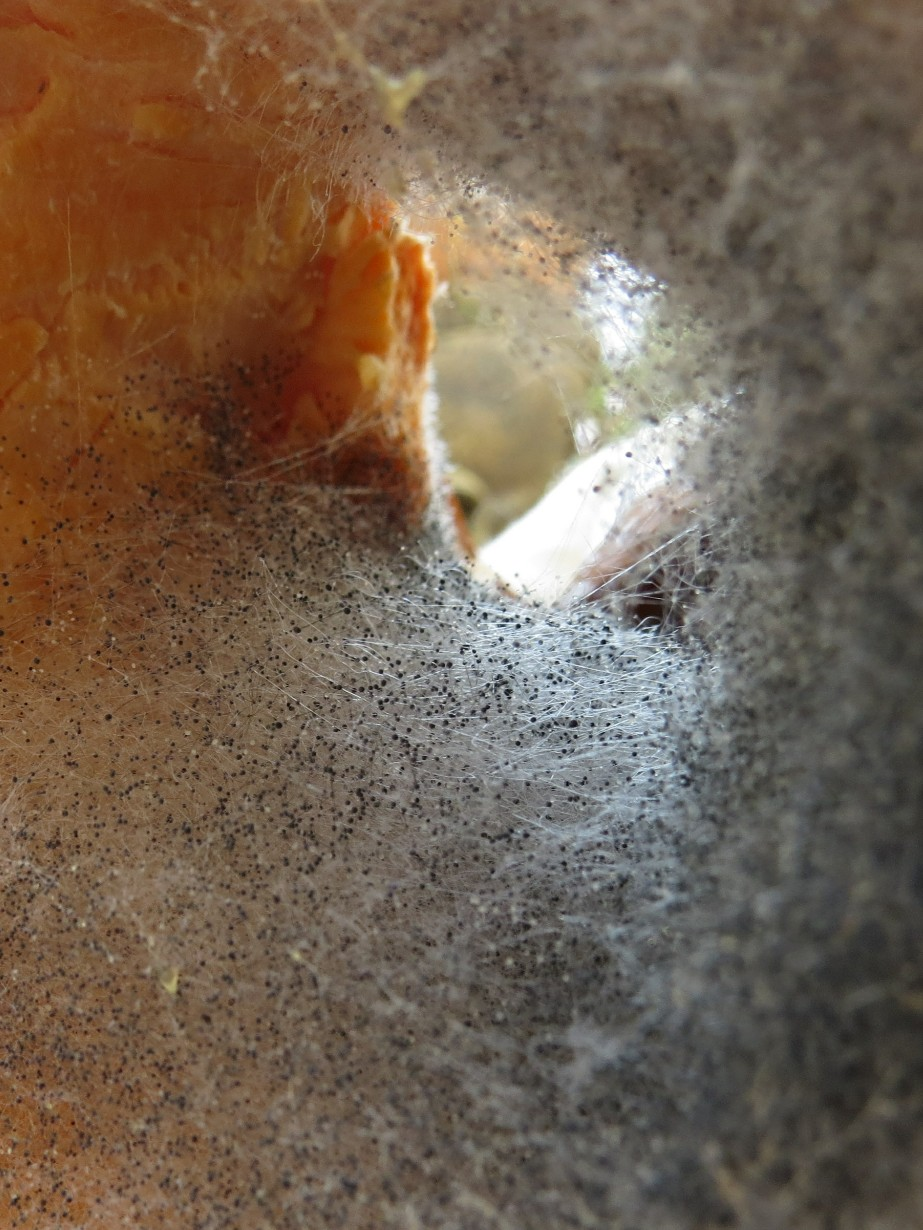
Грибниця всередині випотрошеного кабака